# Kapverdy na Letních olympijských hrách 2008
Kapverdy se účastnily Letní olympiády 2008 ve dvou sportech. Zastoupeny byly třemi sportovci.

## Atletika
Nelson Cruz, Lenira Santos

## Gymnastika
Wania Monteiro